# Maria Bor-Myśliborska
Maria Bor-Myśliborska właśc. Maria Bor z domu Myśliborska, także Maria Myśliborska (ur. 11 stycznia 1932 w Warszawie, zm. 13 stycznia 2020 w Wałbrzychu) – polska rzeźbiarka, absolwentka sopockiej PWSSP, dyplom z wyróżnieniem obroniła w pracowni Stanisława Horno-Popławskiego w 1958 r. Pochodziła z rodu Myśliborskich herbu Jelita.

## Życiorys
Urodziła się 11 stycznia 1932 w Warszawie. Czas II wojny spędziła w Pruszkowie pod Warszawą. Po wojnie przeniosła się z rodziną do Wałbrzycha, gdzie ukończyła I Liceum Ogólnokształcące im. Ignacego Jana Paderewskiego.

Według wspomnień artystki już od dziecka wiedziała, że będzie rzeźbiarką:
Już w wieku 6-7 lat lepiłam z czego mogłam. Obok mojego domu była wytwórnia garnków, gdzie pozwalali mi ugniatać glinę. Choć moi rodzice pokładali we mnie nadzieję, że zostanę lekarzem czy dentystą ja wybrałam drogę sztuki. I nigdy tego nie żałowałam. Poszłam studiować do Wrocławia na Akademię Sztuk Pięknych, już po drugim roku zdobywałam stypendia i wyjeżdżałam za granicę. Inspirowałam się włoskimi rzeźbiarzami. Szczególny wpływ na moją twórczośc miał Donatello, który był zjawiskiem jedynym w dziejach Europy a jego dzieła przełamywały konwencję i były bardzo śmiałe. Był tym, który stworzył europejską sztukę. Absolutny geniusz.
Mówiła też, że bycie rzeźbiarką jest „defektem” i bardzo ciężką pracą. Zaznaczała też, że trzeba walczyć o swoje marzenia i nie wolno dusić w sobie poczucia bycia artystą.
Studia rozpoczęła we wrocławskiej PWSSP na wydziale ceramiki i architektury, a w czasie studiów przeniosła się do sopockiej PWSSP, którą skończyła w roku 1958 w pracowni Stanisława Horno-Popławskiego. 
Po studiach wróciła do Wałbrzycha i pracowała prowadząc zajęcia plastyczne. Swoim pedagogicznym podejściem pomogła wielu uczniom uwierzyć w siebie. Zdarzyło się jej udzielać korekt rysunków studentowi spotkanemu w przedziale pociągu. 
Wychowała dwóch synów. Po rozwodzie zrezygnowała z pracy etatowej, poświęcając się wyłącznie działalności twórczej. To wtedy jej kariera zaczęła nabierać tempa. 
Mieszkała i tworzyła w Jeleniej Górze i Wałbrzychu. Zmarła 13 stycznia 2020 roku. Została pochowana 20 stycznia 2020 roku na cmentarzu w Wałbrzychu przy ulicy Przemysłowej.

## Twórczość
Tworzyła w różnych materiałach, m.in.: brązie, stali, marmurze, sztucznym kamieniu, gresie ceramicznym.
Artystka zaprojektowała dziesiątki medali, plakietek, kilkanaście statuetek pamiątkowych. Osobny zbiór stanowi cykl 40 rzeźb „Człowiecze pochodnie”.
Najsłynniejszym cyklem rzeźb, które stworzyła, są „Człowiecze Pochodnie”, inspirowane zbrodniami inkwizycji i mrocznymi stronami ludzkiej natury. W ramach tego cyklu powstały rzeźby „Joanna D’Arc”, „Giordano Bruno”, „Płonące wiedźmy” i „Napalm”.
Pomysłodawczyni i współzałożycielka Wałbrzyskiej Galerii Rzeźby Plenerowej.

Jej rzeźby wpisały się w krajobraz wielu miast, między innymi Świdnicy. 
„Renifer” jest ważnym przykładem modernistycznej architektury Świdnicy [15], co więcej takim, który wyróżnia się wysoką wartością artystyczną. Dla mieszkańców miasta stał się swego rodzaju symbolem. Między lokalną społecznością a pomnikiem wytworzył się rodzaj więzi emocjonalnej i sentymentalnej, dlatego też głosu jednego z mieszkańców – „Ta rzeźba to najlepsza rzecz jaka spotkała Świdnicę po 1945 roku”  
W szwajcarskim leksykonie „Who’s Who in International Art 2008" notę biograficzną o Marii Bor-Myśliborskiej możemy znaleźć obok uznanej rzeźbiarki Louis Bourgeois. Są tam też eksponowane ”Kwietne baby”  – dzieło Marii Bor-Myśliborskiej znajdujące się w Wałbrzyskiej Galerii Rzeźby Plenerowej.
Ważniejsze realizacje rzeźbiarskie:
Pomniki i posągi:
- „Kopernik” – piaskowiec, 160 cm, Wałbrzych
- „Pomnik Wojska Polskiego” – sztuczny kamień, 500 cm, Świebodzice
- „Posag Odlewnika”, sztuczny kamień, 400 cm, Świdnica[15]
- „Renifer” , 1977, żelbeton, 550 cm, Świdnica [16]
- „Bogini Kora”, kamionka szkliwiona, 400 cm, Kostomłoty
- „Bogini Fortuna”, sztuczny kamień, Görlitz
- „Posąg Górnika”, gips polichromowany, 220 cm, Wałbrzych

Rzeźby parkowe:
- „Terra, mater nostra”, piaskowiec, 160 cm, Kamienna Góra
- „Terra, mater nostra II”, wapień, 350 cm, Wałbrzych,
- „Górnictwo i przemysł”, marmur, 270 cm, Wałbrzych
- „Kwietne baby”, kamionka szkliwiona, 330 cm, Wałbrzych
- „Harpie”,sztuczny kamień, 250 cm, Wałbrzycha
- „Ptaki” – fontanna-pijalnia, Cieplice-Zdrój
- „Żagiel”, stal, blacha, 450 cm, Neustadt(Niemcy)
- „Latający dywan” ,250 cm ; „Ufoludek”,180 cm ;  „Smok uskrzydlony” 450 cm ;  „Czarnoksiężnik”, 250 cm ;  „Śpiąca królewna”, 280 cm, kamionka szkliwiona, Kostomłoty
- „Ufoludek II” 270 cm ;  „Ufo-ludki”, 290 cm ; „Smok latający”, 900 cm ;  „Zaklęta królewna”, 280 cm, kamionka szkliwiona, Głogów

Płaskorzeźby:
- "875 lat Jeleniej Góry", piaskowiec, 450 /300 cm, Jelenia Góra
- "Kombatantom Polski II Wojny Światowej", 200/250 cm, Gryfów Śląski
- "Jan Kochanowski", gips polichromowany, 220/110 cm, Jawor
- "Mikołaj Kopernik", I Liceum im. Stefana Żeromskiego, Jelenia Góra
- "Maria Skłodowska Curie", "Fryderyk Chopin", "Papież Jan Paweł II", "Henryk Sienkiewicz", "Czesław Miłosz", "Wisława Szymborska", "Władysław S. Reymont", "Stefan Żeromski"
- " Fryderyk Chopin", "J.S.Bach", "Henryk Wieniawski", "W.A.Mozart", "Karol Szymanowski", "Ferenc Liszt", "Ludwig van Beethoven", "Ignacy Paderewski", Państwowa Szkoła Muzyczna w Wałbrzychu

Popiersia i portrety:
- „Norwid” ,II Liceum w Cieplicach Zdroju
- „Major Sucharski”, Zespół Szkół Zawodowych w Złotoryi
- „Papież Jan Paweł II”, Żdanów
- „Bolesław Chrobry”, „Jan Matejko”, "Mikołaj Kopernik”, „Jan Śniadecki”, „Adam Mickiewicz”, „Juliusz Słowacki”, „Maria Skłodowska Curie”, „Tadeusz Kościuszko”, „Stanisław Moniuszko”, „Stanisław Wyspiański”, „Henryk Sienkiewicz”, „Helena Modrzejewska”[7].

Prace w kolekcjach:
Prace artystki znajdują się w muzeach i galeriach polskich i zagranicznych: Muzeum Medalierstwa we Wrocławiu, Muzeum Mennicy Państwowej w Warszawie, Muzeum Dantesca di Ravenna, Muzeum w Bagdadzie, Muzeum Porcelany w Wałbrzychu, Muzeum Ceramiki w Bolesławcu, Muzeum Regionalne w Jaworze,  Muzeum Gross - Rosen w Rogoźnicy, Państwowe Muzeum na Majdanku w Lublinie, Muzeum STUDTHOF w Sztutowie oraz w zbiorach prywatnych w Polsce, Niemczech, Holandii, Kanadzie.
Profil Marii Bor w leksykonach sztuki:
- Maestri della ceramica moderna, 1984 Faenza Editrice .
- The Masters of Modern Ceramics 1986 Faenza Editrice .
- Les Artistes et Maîtres du Xxe siécle- publique par les Edition Arts et Images du Mond, 1993, Paris.
- Allgemeines Künstler-Lexikon, München – Leipzig, 1996.
- Almanach Artystów Dolnego Śląska, Wrocław, 2004.
- Almanach Sztuki Dolnego Śląska i Śląska Opolskiego Tom I, Wrocław, 2006, s. 61.
- Who's who in International Art, 2008, 2009.

## Wystawy
Brała udział w wielu wystawach indywidualnych i zbiorowych, m.in. Polska: Gdańsk-Oliwa, Kraków, Poznań; Jugosławia: Belgard; Włochy: Ravenna, Rzym; Francja: Amiens, Paris; Portugalia: Óbidos; Niemcy: Löbau, Zittau, Neustadt; Irak: Bagdad.
Wystawy ogólnopolskie: Rzeźby – Centralne Biuro Wystaw Artystycznych ,,Zachęta" Warszawa, Ogólnopolskie Wystawy Rzeźby w Sopocie, Lublinie. Rzeźba Polski Południowej- Kraków, ,,Dante in Polonia"- Warszawa, ,,Biennale małych form rzeźbiarskich"-Poznań, ,,Salon zimowy"- wystawy rzeźby Galeria ZAR, Warszawa.

### Wystawy indywidualne (wybór)
- 1971, 1983 Wrocław[26]
- 1969, 1973, 1980, 1993 Wałbrzych[27]
- 1984 Brunssum/Holandia[28]
- 1985 Elbląg[29]
- 1986 Kamienna Góra[30]
- 1981, 1996 Jelenia Góra[31]
- 2002 Sztutowo[32]
- 2017 Maria Bor-Myśliborska wystawa rzeźby BWA Wałbrzych[33]
- 2022 Oś Czasu Maria Bor-Myśliborska - BWA, Galeria Sztuki Współczesnej (Stara Kopalnia) Wałbrzych[34]

## Nagrody i wyróżnienia

### Nagrody
- 1958 – Nagroda Ministra Kultury i Sztuki[7]
- 1969 i 1975 – Ogólnopolskie Wystawy „Przeciw Wojnie” – Lublin, Majdanek[35]
- 1977 – Konkurs  na pomnik „Poległym Bohaterom Armii Polskiej” – Wałbrzych[36]
- 1982 - Konkurs na płaskorzeźbę „875 LAT JELENIEJ GÓRY”[37]
- 1994 – Nagroda Wojewody Wałbrzyskiego[38]
- 1995 – Nagroda Prezydenta Wałbrzycha[39]
- 2008 – w dniu 30 maja otrzymała tytuł 'Zasłużona dla miasta Wałbrzycha” nadany przez Radę Miasta Wałbrzycha[40]

## Upamiętnienia i opracowania
- Nurt figuracji w powojennej rzeźbie polskiej, Dorota Grubby[41].
- Jubileuszowa monografia napisana przez Dorotę Grubbę, Maria Bor. Skala dłoni i archetyp  wydana w 2017 roku[42].
- Materiał muzyczny Sol Invictus III dedykowany pamięci Marii Bor-Myśliborskiej zarejestrowany 25.02.2022 w Berlinie[43].
- Folder powystawowy Maria Bor-Myśliborska: oś czasu,  Dorota Grubba, 2022[44] .
- Artykuł z cyklu #herstoriawewtorek Muzeum HERstorii Sztuki : Maria Bor – rzeźbiarka, która nadała Wałbrzychowi nową tożsamość [9].
- Konferencja naukowa „Rzeźba plenerowa w Polsce – zjawisko artystyczne lat 60. i 70. XX wieku” – Dorota Grubba, Zakład Historii i Teorii Sztuki Akademii Sztuk Pięknych w Gdańsku, Działania Kuratorskie i artystyczne Marii Bor-Myśliborskiej na rzecz powstania Wałbrzyskiej Galerii Rzeźby Plenerowej od lat 70. XX w (P) w 2023 roku[45] .
- Projekt społeczny art-zine Garaż130[46] zadedykowany pamięci Marii Bor-Myśliborskiej[47].
- Rysunek interaktywny autorstwa Justyny Michelle Kwiecińskiej, w którym autorka nawiązuje do twórczości Marii Bor Myśliborskiej oraz inicjatywy Wałbrzyskiej Galerii Rzeźby Plenerowej w publikacji zbiorowej ZIN Region zrealizowany w 2024 roku przez Magdalenę Kreis[48].